# Аура-им-Зиннгрунд
Аура-им-Зиннгрунд (нем. Aura im Sinngrund) — община в Германии, в земле Бавария. 
Подчиняется административному округу Нижняя Франкония. Входит в состав района Майн-Шпессарт. Подчиняется административному сообществу Бургзинн.  Население составляет 1032 человека (на 31 декабря 2010 года). Занимает площадь 12,07 км².

## Население
По оценке на 31 декабря 2015 года население общины Аура-им-Зиннгрунд составляет 1010 чел. 

| Дата      | 1840 | 1871 | 1900 | 1925 | 1939 | 1950 | 1961 | 1970 | 1987 | 2011 |
| --------- | ---- | ---- | ---- | ---- | ---- | ---- | ---- | ---- | ---- | ---- |
| Население | 574  | 631  | 678  | 773  | 863  | 1029 | 987  | 1134 | 1104 | 1027 |

| Год       | 1960 | 1970 | 1980 | 1990 | 2000 | 2009 | 2010 | 2011 | 2012 | 2013 | 2014 | 2015 |
| --------- | ---- | ---- | ---- | ---- | ---- | ---- | ---- | ---- | ---- | ---- | ---- | ---- |
| Население | 984  | 1129 | 1046 | 1118 | 1093 | 1048 | 1032 | 1025 | 1009 | 1001 | 986  | 1010 |